# 市民タイムス
市民タイムス（しみんタイムス）は、長野県松本市に本社を置く地域新聞社である。安曇野市と塩尻市に支社が、木曽郡木曽町と長野市に支局がある。

## 概要
長野県の中信地域（松本市、塩尻市、安曇野市、東筑摩郡、木曽郡、北安曇郡南部）を対象エリアにして、朝刊の地域新聞『市民タイムス』を発行している。1971年10月1日の創刊で、1988年に「安曇版（現在の安曇野版）」、1991年に「東筑・北安版」、1993年に「塩尻版」、2005年に「木曽版」を発行した。2001年10月に（社）日本新聞協会に加盟した。現在は日本地域紙協議会にも加盟しているが、通信社からの全国ニュース記事の配信は受けていない。発行部数は約6万3000部（自社公称、2021年時点）。2022年3月30日には大町市と北安曇郡を対象エリアとする大糸タイムスを買収し完全子会社化した。
「肌着のような新聞」をモットーに、発行エリア内のニュース・話題に特化した紙面づくりを貫いている。通常の新聞より小さい「タブロイド判」サイズで、通常は24ページ建て。「松本」「安曇野」「塩尻」など、配達エリアを細分化し、エリアごとに地元ページをフロント（第一面）に置く紙面制作を基本としている。亡くなった人の葬儀・告別式情報や生前の姿を詳しく報じる「おくやみ欄」、地元で働く若い女性を紹介する「さわやかさん」、松本地方の方言でつづる4コマ漫画『アルプス市民』など、地域密着型の記事や連載企画を数多く掲載している。
地域貢献に向けた文化・スポーツ事業にも積極的で、少年野球、少年サッカー、囲碁、将棋などの大会の他、子どもを対象にした書き初め展、各種の文化講演会などを主催している。毎年暮れには、地域住民の善意を集める助け合い募金「おもいやりボックス」の活動を展開している。政治的主張は薄い。
2025年（令和7年）5月28日からホームページデザインがリニューアルした。

## テレビ・ラジオ欄
地上波
- NHK総合・長野
- NHK Eテレ長野
- テレビ信州（TSB）
- 長野朝日放送（abn）
- 信越放送（SBC）
- 長野放送（NBS）
- テレビ東京

BSデジタル
- NHK BS1
- NHK BSプレミアム
- BS日テレ
- BS朝日
- BS-TBS
- BSテレ東
- BSフジ
- WOWOWプライム（WOWOWライブ・WOWOWシネマの番組表は収録していない）
- BS11
- TwellV

CATV（いずれも、コミュニティチャンネルのみ収録）
- テレビ松本
- あづみ野テレビ
- 朝日村有線テレビ
- YCS山形村自主放送
- 木曽広域ケーブルテレビ

ラジオ
- SBCラジオ
- NHK長野第1放送
- NHK長野第2放送
- NHK長野FM放送
- FM長野
- FMまつもと
- あづみ野FM